# Chlorotettix vittata
Chlorotettix vittata är en insektsart som beskrevs av Henry Fairfield Osborn 1909. Chlorotettix vittata ingår i släktet Chlorotettix och familjen dvärgstritar. Inga underarter finns listade i Catalogue of Life.